# Chionodes hinnella
Chionodes hinnella is een vlinder uit de familie tastermotten (Gelechiidae). De wetenschappelijke naam is voor het eerst geldig gepubliceerd in 1935 door Rebel.
De soort komt voor in Europa.